# Glypta obscura
Glypta obscura är en stekelart som beskrevs av Dasch 1988. Glypta obscura ingår i släktet Glypta och familjen brokparasitsteklar. Inga underarter finns listade i Catalogue of Life.